# Cushe-Navet
Cushe-Navet es una localidad de Trinidad y Tobago, que forma parte de la región de Mayaro-Rio Claro.

## Geografía
La localidad abarca parte de la isla Trinidad y limita al norte con Biche, al sur con San Pedro, al este con Biche, Charuma Village y Ecclesville y al oeste con Brickfield-Navet (localidad perteneciente a la región de Couva-Tabaquite-Talparo) y San Pedro.

## Demografía
Datos demográficos de la localidad de Cushe-Navet:
| Gráfica de evolución demográfica de Cushe-Navet entre 2000 y 2011 |
|                                                                   |